# More Fun in the New World
More Fun in the New World é o quarto álbum de estúdio da banda de punk rock X, foi lançado em Setembro de 1983 pela Elektra Records. O produtor do disco foi Ray Manzarek ex-integrante do The Doors.

## Faixas
- Todas as faixas escritas por John Doe e Exene Cervenka, exceto as anotadas.

Lado A
1. "The New World" – 3:25
2. "We're Having Much More Fun" – 3:05
3. "True Love" – 2:15
4. "Poor Girl" – 2:50
5. "Make the Music Go Bang" – 3:00
6. "Breathless" (Otis Blackwell) – 2:15
7. "I Must Not Think Bad Thoughts" – 4:10

Lado B
1. "Devil Doll" – 3:05
2. "Painting the Town Blue" – 3:20
3. "Hot House" – 2:55
4. "Drunk in My Past" – 2:51
5. "I See Red" – 3:00
6. "True Love, Pt. #2" – 5:00

Faixas bônus (2001, CD)
1. "Poor Girl" (Demo/Remix) – 2:58
2. "True Love, Pt. #2" (Demo/Remix) – 4:56
3. "Devil Doll" (Demo/Remix) – 3:12
4. "I Must Not Think Bad Thoughts" (Demo/Remix) – 5:45